# Holobremia
Holobremia is een muggengeslacht uit de familie van de galmuggen (Cecidomyiidae).

## Soorten
- H. fallacicornis (Kieffer, 1904)
- H. lignicola Kieffer, 1913